# 高橋美紀
高橋 美紀（たかはし みき、1961年9月19日 - ）は、日本の女性声優、歌手。スプラッシュドリーム所属・代表。声の魔法館ヴア・シャルム主宰。東京都文京区湯島出身。既婚。

## 経歴

### 生い立ち
湯島天神の正面鳥居の近くで生まれ育ち、代々の江戸ッ子職人の家柄で育つ。2人姉妹の長女だが、甘えたようなムードがあるのは、父（1928年3月31日 - 2018年4月24日）が晩婚だったために遅く出来た子であったからだと語る。
幼稚園の頃は大人しく人見知りする子供で、友人とは遊ばず1人でよく遊んでいた。幼稚園にも、最初は行くのが嫌だったという。親友になるまでは時間がかかったようだった。

### 学生時代
文京区立湯島小学校時代は国語・算数が得意で、作文が好きだった。鼓笛隊に所属してベルリラを演奏したり、指揮もしていた。その頃の習い事はピアノ、6年間そろばんと小学2年生の時に半年ぐらいクラシックバレエもしていた。小学校時代は教師から、「もっと前に出なさい」と言われていたという。文京区立第四中学校（現：文京区立本郷台中学校）時代はバレーボール部に所属し、バレーボールに熱中してアタッカーを務めた。メンバーの6人がやっと集まるぐらいだったが、スポーツに燃えるタイプではなかったため、そのほうがかえって楽しかったという。中学時代は皆の相談役で、その時の相談は恋の悩みだった。放課後、理科室を勝手に借りきって、「アドバイスはできないけど、“力になってあげたいなぁ”」と思い、悩みを聞いてあげた。その頃から幼稚園教諭に憧れ、子供が好きだったため近所の子供達を集めて遊んでいた。東京都立豊島高等学校時代はお話と歌が好きだったことから演劇部に入部しようとしていたが、父に猛反対されたこと、音楽の授業で、パートごとにハモる合唱の気持ち良さを感じていたことから合唱部に所属していた。高校1年生の時もバレー部に所属していたが、高校2年生からは寒冷ジンマシンにかかったため、男子バレーボール部でマネージャーもしていた。当時の好きな科目は数学で、会計や薄記が好きだったことから、前述の通り男子バレーボール部でマネージャーをしていたという。その時はクラスの男の子に頼まれてマネージャーとなったが、練習試合の時に飲み物やタオルを渡すのと応援以外は何もしなかったという。その頃は『魔法使いサリー』、『リボンの騎士』、『ひみつのアッコちゃん』などの魔法少女者が好きで、ロボットものは好きではなかった。また、職業としての声優は全然無知だったという。演劇人になることは父が許してくれないため、「お話と歌を生かせる仕事は」と色々探してみたところ幼稚園教諭があることに気付いた。学生時代はフォークソング部にも所属していた。学生時代に苦手だった教科は理科と社会で、嫌いというわけではないが、「なんか体に合わない」という感じだった。
立教女学院短期大学幼児教育科卒業。1985年時点では幼稚園教諭の免許も持っているという。短大の2年生の時は子供向けのボランティアサークルに所属していた。児童館で読み聞かせ、人形劇の声をすることが好きだったという。その時に児童館の教師から「声優っていう仕事、やってみたら」と言われ、声優の仕事を意識し始める。その頃、声優を目指して勉強をしていた友人がいたため、その友人を通じて職業としての声優を知ったという。

### キャリア
当初は女優になりたかったため、短大在学中に劇団新児童でレッスンを受けていた。その後、ホリプロの養成所のレッスン生としてタレント養成的なことをして、テレビドラマやCMに出演。父は高橋が短大を卒業したら、あとはどの道に進もうと全く自由にしてくれたという。その後、役者になりたい気持ちがあったが、教師になるのが嫌だったため、専門学校東京アナウンス学院放送声優科に入学。その時は「保母になりたかったら受け直せばいい」と思ったこと、同学院入学時は「何でもいいから演技のレッスンを受けてみたい」という気持ちがあり、声優のコースにアフレコの授業があったりして「面白いかな」と思ったという。21歳の時に村松康雄から初めて演技を教えてもらえた。同学院卒業後の1983年の春、同人舎プロダクションが遅ればせながら同人舎プロダクション演技研究所をスタートしたが、高橋はすでに東京俳優生活協同組合や青二プロダクションが養成所を持っていたことは知っていた。講師として来ていた同人舎プロダクションに所属していた千葉耕市、村松康雄の勧めもあったため、その付属演技研究所を受験して、研究生となる。
同年に同人舎プロダクションに所属し、アニメ『聖戦士ダンバイン』の準レギュラー、シーラ・ラパーナ役でデビューする（8月13日午後5時頃初収録）。
同年10月から1985年3月にかけては、坂本千夏らとラジオ番組『アニメトピア』の三代目パーソナリティも務めた。その時はまだ研究生であり、ラジオの経験など皆無で、上手く喋ることができず心細くて大変だったという。自身のDJのイメージとしては、聴いたところ皆軽く喋っていたため、「きっと色々言えて面白いんじゃないか」と思っていたが、実際に自分がやるとコチコチになってしまい、ダメだったという。
1985年5月に声優の富沢美智恵とのツインボーカルバンド「雨に神様」で「第29回 ヤマハポピュラーソングコンテスト」本戦に出場。
1985年 - 1987年に放送されたアニメ『ハイスクール!奇面組』でヒロイン・河川唯を演じる。

### 一時的な声優業の引退と復帰後
1987年4月29日、カトリック神田教会で、高校時代の同級生の会社員と結婚。同年3月28日いっぱいでそれを機に、レギュラーの仕事だけを残し、一旦声優業の第一線からは引退。1984年のインタビューでも結婚願望が強く、幼稚園の時から花嫁に憧れていた。1987年時点では子供の頃から妻になり、良い母親になるというのが夢であったという。1984年のインタビューでも25歳ぐらいまでには結婚して、子供はできるだけたくさん産んで、というのが夢であった。「どちらも中途半端にしたくないから」という理由もあるが、その裏には母の存在が大きかったという。小さい時から、祖母を大切にして、しっかりと家庭を守っていた母を見て、「あんなふうになれたら」と思っていたのだという。
その後息子が誕生し、2歳の息子に高橋が『こどもちゃれんじ』に載っていた絵本『しまりす ポックルのやくそく』を読んでいたところ息子が号泣し「声の力ってすごい!」と思った。元々読み聞かせをしたく声優の業界に入ったが、「やっぱり読み聞かせがやりたい!」、「こういうお仕事やりたい」と思った。
その後も散発的に声の仕事を続け、1993年にはぷろだくしょんバオバブより正式に声優として復帰する。その時は引退してから7年経ち、知り合いの女性プロデューサーに高橋曰くよく覚えていないが、「もう一度やりたい、でもアニメではなく読み聞かせといったそういう仕事ができたら」「ナレーションといったそういう物語も読んだり」と電話をしていたところ「もう無理だから」と言われ一度は断念。しかしその後、そのプロデューサーから優しく対応され、たてかべ和也を紹介されて同年5月に神楽坂の喫茶店に行ったところ、たてかべに勧められてぷろだくしょんバオバブに所属したという。
1993年から『しましまとらのしまじろう』の緑原みみりん役および縞野はな役を担当、以後のシリーズでも双方の役を演じている。
1998年10月1日、個人事務所スプラッシュドリームを設立し独立、フリーとなる。独立後はコンピュータゲームの仕事を中心に、作詞・作曲の活動も行っている。
1999年に発売されたOVA『てなもんやボイジャーズ』の花菱アヤコ役で初めて主役を演じる。
声優スクールの美紀塾(旧:プレ-ヴア・シャルム レッスンスクール)を運営している。

## 人物
性格は昔からノンビリ型である。
デビュー当時少しいじめにあってた頃に恩師の千葉耕市から｢メソメソしてても1日、前に進んでも1日。美紀はどっちにするんだ?｣と言われており、千葉の応援があったことからその後の高橋は声優業界で活動することができたと語る。
恩師の村松康雄とは2020年まで『しまじろうシリーズ』で共演しており、そのたびに村松は「幾つになってもずっとお稽古が好きな美紀でいなさいな」と言っていたという。
同じく専門学校東京アナウンス学院出身の中原茂とは、『聖戦士ダンバイン』、『アリオン』で共演している。『聖戦士ダンバイン』の時、高橋は途中からの参加のため、オーディションが遅かったが、中原とは一緒に演じており、その後も仲良くしてもらい心強かったという。
声優仲間では松井菜桜子、かないみか、杉本沙織 などと仲が良い。

### 特色
音域はG - C。小川びいは、「かつて多くの男の子をドキドキさせたかわいらしい声の持ち主」と評している。
役柄としては、主に気品あふれる美少女役を演じる。
声優デビュー後、声帯の大きさが普通の人物の半分しかないと分かり、耳鼻咽喉科の先生から「一番向かない職業かもしれない」と言われたが、その時は既にデビューしていたため、自分なりの発声方法を工夫することに一生懸命だった。腹式呼吸や無数にある呼吸の種類を知り、それを表現と繋げていくことで独自の発声を見つけ出せるようにして、個性的な声を安定していく訓練をしていたという。
仕事をする際には「感情がはみ出るように」ということを心がけている。「楽しい感情や嬉しい感情ばかりでなく、悲しい感情も淋しい感情も、せつない感情もはみ出たい」と語り、決してオーバーにということではなく、よりナチュラルにはみ出ることが大切なため、気持ちがちゃんと心の中で熟してからセリフを言うということをしているという。
「あまり失敗は無い」と語るものの、覚えてないだけかもしれないという。新人の頃の失敗は、力みすぎて声がどんどんかすれていってしまうことであったが、自分らしい発声を発見してからは大丈夫になり、その後はタコになって強くなっているようなため安心だという。

### 出演作について
『聖戦士ダンバイン』のシーラ・ラパーナを決めるオーディションが行われていた時、そこに参加した声優の中では該当者はなく、6月頃に事務所に「他に誰かいないか」、「研究生でもいいから出して下さい」と追加オーディションの連絡があった。その時、マネージャーが「うちにはもう、研究生しかいないから」と断っていたようだったが、「それでも一応来て下さい」と言われていた。研究所に入所してまだ1ヶ月の高橋もマネージャーから、「オーディションを経験してきなさい」、「オーディションの練習も兼ねて行ってくるように」と言われて行くことになった。オーディションでは、エル・フィノ役も受けており、シーラは低めに落ちついた感じで喋り、エル・フィノは、わりとキャンキャンしていた。オーディションが終わり、「ダメだったな」と思ったが、どちらかというと、「シーラをやりたかったな」と思ったという。当時は21歳で、声優の勉強を始めてまだ1年少しだったが、急に現場で出ることになった。富野由悠季には「君の役は、とっても重要な役だから」と言われ、その時には逃げ出したく、泣きそうになりながらも、「一生懸命頑張ろう」と思った。急に業界に入り、右も左もわからず、心細くて仕方なかったが、そんな厳しい中でも頑張れたのはシーラ様の生き方があったからだという。17歳でナの国の女王という設定のシーラが、とまどいながらも精一杯指揮をとるという凛とした姿に、デビューしたばかりの高橋はいつも深く感動して「私も泣かずに頑張らなくちゃ」と思った。そんなシーラを演じていたため「弱音を吐いてどうするの!?」といつも自分に言い聞かせており、シーラを演じたことで人生観が大きく変わったという。富野が「イメージが「白」という感じで、人間の心の美しさの象徴としてシーラを出した」という話を聞いた時、「本当にそうだ」と思ったという。1998年に発売されたアルバム『メロディ』に収録されている曲『Tears-for シーラ・ラパーナ』はシーラに想いを込めて制作したという。シーラを演じていたことで高橋を知った人物も多かったという。2010年8月14日付けのブログでも、仕事先のスタッフに「今だに僕はシーラと呼び捨てには決してできません。シーラ様です！」と述べるような熱烈なシーラのファンもおり、嬉しかったという。
『ハイスクール!奇面組』の河川唯と初めて出会ったのは、テレビアニメ版の声のオーディションを受けることになった時、『ハイスクール!奇面組』を買って読んでいた時であった。コミックスの中でひと目見ていた時から、河川唯が好きになり、「絶対に声をやりたい」という気持ちでいっぱいになった。河川唯の声を演じることになった時には、大好きな人物に想いが届いた時のような気分で、大はしゃぎしていた。収録中に演技としてではなく、自身の気持ちが完全に高橋美紀＝河川唯になってしまい、主人公・一堂零に恋心を抱いたという。その時は、自身が高校時代に戻ったような気分であったという。零役の千葉繁をはじめ、共演したレギュラー声優陣については、素敵な思い出を共有できた大先輩もしくは役者仲間として現在でも尊敬しているという。前述の通り、結婚後は一旦は声優業を引退していたが、『ハイスクール!奇面組』には引き続き出演していた。1988年のインタビューでは『ハイスクール!奇面組』に出会えたことは「本当によかった」と語り、原作者の新沢基栄に直接会って話もできたことで、前よりもっともっとこの作品が好きになったという。
印象に残っている作品や役柄は『アリオン』のレスフィーナ役を挙げている。レスフィーナ役はオーディションではなく、『アリオン』の音響監督の千葉耕市から「演じるように」と言われて抜擢したが、当時は大役すぎて不安だった。監督の安彦良和によると、レスフィーナ役での高橋についてはセリフが少なく、笑い声や悲鳴などばかりで演じなければならず難しいと語っていた。高橋は『アリオン』の原作については毎日読み返しいたといい、初めて『アリオン』のフィルムを見ていた時は原作の世界を高橋の中で描いていたが、それがそのまま動いていると感じていた。『アリオン』の台本を見ていた時は気持ちがひしひしと伝わってくるようなセリフに感心していた。その時に「レスフィーナの細かい心の動きを息で現わすのは思ったよりも大変だろうナ…」とその絵を見て何十倍も感じていた。レスフィーナ役は最後の場面での少しセリフがあったのを除けば劇中ではゼウスに言葉を封じ込められた設定だったこともあり、すべて息の演技とハミングの歌だったため、想いを表すのが難しく千葉に何度も特訓してもらっていた。その時に千葉から「魂から声が出るまでやれ！」、「喋れないからって甘くみるな。魂から出る息の芝居ができなければ彼女は生きられない」と何度も怒られ、高橋は必死だった。当時は養成所を卒業したばかりでどうしていいかわからず、何度も演じては泣いていた。このことについては声優にとって大切なことを教えてもらえたと感じていた。『アリオン』の本番は全身全霊で演じることができたという。レスフィーナ役を演じてた時に千葉から「美紀、期待してるぞ」とよく言ってくれたという。
『しまじろう』のみみりん役については2008年4月12日付けのブログによると、一心同体のような感じになり、高橋自身なのかみみりんなのかわからなくなる時もしょっちゅうある。『しまじろう』でははな役も演じているため、三位一体かもしれないと語る。はな役については当初は台詞が少ないから兼役でと製作スタッフからお願いされたという。

### 趣味・嗜好
趣味は小学生の頃から書いていた詩を書くこと、1人で海に見に行くこと、音楽を聴くこと、映画やドラマを観ること、お稽古場確保作業。
作曲については、自分で歌い、テープにふき込んで、それをピアノで音譜に起こしているという。作詞が好きであり、数十編書き溜めているという。趣味・特技にも作詞、作曲と書いている。
お稽古が好きになったのは恩師の千葉耕市の「好きこそものの上手なれ。美紀はお稽古好きだから、才能がなくても上手くなるぞ」という言葉のおかげだったと語る。
好きなものはレコーディング、ドライブ、餃子。苦手なものはゴキブリ。
好きな言葉は「まごころ」。人生のモットーは「生きてるって、せつないけど、がんばろう!!」。
資格は幼稚園教諭2級、英文タイプ2級、簿記3級。

### 家族
妹は高橋の声優デビュー当時より、イベントやライブでの衣装制作やFC会報、CDジャケットなどのデザイン関係全般を担当しており、高橋が主宰する声の魔法館ヴア・シャルムでは宣伝美術も担当している戸松奈美子。息子はミュージシャンで元INFINITE-Areizのサポートメンバーの稲生将平。甥に同じ声優の戸松拳也がいる。
夫は高校時代はバスケットボール部のエースで、ギターも弾いたりして、非常にモテていたという。それを鼻にかけているようで、当初夫のことは嫌いであった。高校3年生の時に隣りの席になったが、手のかかる人物で、物を忘れたり周囲を散らかしたりするため、仕方なく世話を焼いていくうちに、面倒を見るのがだんだん楽しくなってしまった。その時に「あれー?好きなのかなー」と思い、その後は色々喧嘩したこともあったが、1987年時点で7年も付き合い続けていた。声優の仕事を始める時に夫は猛反対していたというが、高橋は我がままを通してしまった。1987年時点では理解してくれたといい、ステージも見てくれるようになった。デビューした時から、夫に「結婚したら仕事はやめる」と約束していた。1987年時点で夫は「続けてもいい」と言ってくれていたが、高橋は自分のやりたいように今まで活動して、7年間随分彼に我慢を強いてしまったと語る。

## 出演
太字はメインキャラクター。

### テレビアニメ
1983年
- 機甲創世記モスピーダ（アイシャ、マリーン、村人、子供）
- 聖戦士ダンバイン（1983年 - 1984年、シーラ・ラパーナ）
- ときめきトゥナイト（女の子A）
- 魔法の天使クリィミーマミ（1983年 - 1984年）

1984年
- Gu-Guガンモ（市ヶ谷あゆみ）
- 魔法の妖精ペルシャ（オスカル前田）
- 名探偵ホームズ（シールズ）

1985年
- タッチ（寺島友子）
- ハイスクール!奇面組（1985年 - 1987年、河川唯）
- 炎のアルペンローゼ（マリエ）

1986年
- 宇宙船サジタリウス（メリル、アラリス）

1987年
- アニメどうぶつ80日間世界一周（ロミー姫）

1988年
- 名門!第三野球部（鬼頭さゆり）

1989年
- 昆虫物語 みなしごハッチ（カツオブシムシの女の子）

1990年
- 魔法使いサリー（1989年版）（ポマト）

1991年
- 機甲警察メタルジャック（美紀）

1993年
- 風の中の少女 金髪のジェニー（ドロシー）
- クレヨンしんちゃん（看護婦A）
- しましまとらのしまじろう（1993年 - 2008年、みみりん、はなちゃん）

1995年
- 魔法陣グルグル（ペルシャ）
- ママはぽよぽよザウルスがお好き（母親A、魔法のリリー 他）

1997年
- バトルアスリーテス大運動会（御堂巴）
- モジャ公（ナルト姫）
- 烈火の炎（水鏡美冬）

1998年
- 超魔神英雄伝ワタル（ルルナ）

2000年
- ポケットモンスター（アズサ）

2001年
- ビックリマン2000（各益天女）
- フルーツバスケット（倉前美音）
- 名探偵コナン（島袋君恵）

2005年
- それいけ!アンパンマン（ラズベリーちゃん〈初代〉）

2008年
- はっけん たいけん だいすき!しまじろう（2008年 - 2025年、みみりん、はなちゃん） - 3シリーズ

### OVA
1984年
- BIRTH（オリッサ）

1986年
- ウォナビーズ（風間エリ）
- ドリームハンター麗夢II 聖美神学園の妖夢（桂木明美）
- 魔女でもステディ（麻美）

1988年
- New Story of Aura Battler DUNBINE（シーラ・ラパーナ）

1993年
- 横浜ばっくれ隊（有賀美奈）

1994年
- 同級生 夏の終わりに（桜木舞）
- マップス（ジャルナ）

1995年
- 学校の幽霊
- 銀河お嬢様伝説ユナ〜哀しみのセイレーン〜（ユーリィ・キューブ）
- GOLDEN BOY さすらいのお勉強野郎（社員C）
- 妖精姫レーン（レーン）

1996年
- 銀河お嬢様伝説ユナ〜深闇のフェアリィ〜（ユーリィ・キューブ）

1997年
- バトルアスリーテス大運動会（御堂巴）

1999年
- てなもんやボイジャーズ（花菱アヤコ）

### 劇場アニメ
1985年
- Gu-Guガンモ（市ヶ谷あゆみ）

1986年
- アリオン（レスフィーナ）
- ハイスクール!奇面組（河川唯）

1996年
- APO APOワールド ジャイアント馬場90分一本勝負（ガイド）
- トイレの花子さん（石川よしこ先生）

2002年
- しましまとらのしまじろう（みみりん、はなちゃん）

2013年
- 劇場版 しまじろうのわお!（2013年 - 2022年、緑原みみりん） - 9作品

### ゲーム
時期不明
- アイドル雀士スーチーパイシリーズ（水野佑紀）

1995年
- あすか120%マキシマ BURNING Fest.（小和田奈々）
- 銀河お嬢様伝説ユナ2 永遠のプリンセス（ユーリィ・キューブ）
- ゲーム天国（みき）
- 同級生（草薙やよい）※PCエンジン版

1996年
- 銀河お嬢様伝説ユナFX 哀しみのセイレーン（ユーリィ・キューブ）
- チップちゃんキィーック!（メル）
- ドラゴンフォース（ティリス）※セガサターン版
- バトルアスリーテス大運動会（御堂巴）

1997年
- あすか120%リミテッド BURNING Fest.（小和田奈々）
- 銀河お嬢様伝説ユナ3 LIGHTNING ANGEL（ユーリィ・キューブ）
- この世の果てで恋を唄う少女YU-NO（セーレス）
- スーパーロボット大戦（1997年 - 2019年、シーラ・ラパーナ） - 8作品
- 続 初恋物語 〜修学旅行〜（高瀬祐花）
- 同級生麻雀（草薙やよい）

1998年
- エリーのアトリエ 〜ザールブルグの錬金術士2〜（ヘルミーナ）
- GUNばれ!ゲーム天国（みき）
- 銀河お嬢様伝説ユナ FINAL EDITION（ユーリィ・キューブ）
- 精霊召喚 〜プリンセス オブ ダークネス〜（レナ）
- どきどきポヤッチオ（ピア）
- バトルアスリーテス大運動会 オルタナティブ（神崎巴）
- ファーストKiss☆物語（蒼月ひより）

1999年
- 神機世界エヴォリューション（リニア・キャノン）
- 神機世界エヴォリューション2 遠い約束（リニア・キャノン）
- バトル昆虫伝（リナリー）
- フレンズ 〜青春の輝き〜（村田深雪）
- ラブラブトロッコ（メアリー）

2000年
- サンライズ英雄譚R（シーラ・ラパーナ）
- シーバス1-2-3 DESTINY!運命を変える者!（シャーリー・テンプル）

2001年
- グローランサーIII（橘弥生）
- SIMPLEキャラクター2000シリーズVOL. 05ハイスクール!奇面組 THE テーブルホッケー（河川唯）

2002年
- Only you リベルクルス ドラマCD付（鏡守萌木）
- ユーディーのアトリエ 〜グラムナートの錬金術士〜（ラステル・ビハウゼン）

2003年
- SUNRISE WORLD WAR Fromサンライズ英雄譚（シーラ）

2004年
- イリスのアトリエ エターナルマナ（イリス）
- ちゅ〜かな雀士てんほー牌娘（やよい）

2005年
- Another Century's Episode（シーラ・ラパーナ）
- イリスのアトリエ エターナルマナ2（イリス）

2014年
- リング☆ドリーム 女子プロレス大戦（太堂ゆに）

2017年
- ゼノブレイド2（ムスビ）

2018年
- Blade Strangers（ピア）

2020年
- 海腹川背 BaZooKa!（ピア）

時期未定
- 霧の森（サラ）

### ドラマCD
- 魔神英雄伝ワタル4 CDシネマ3「YOUNGシバラクの冒険」（夕凪）

### ラジオ
- アニメトピア
- 銀河お嬢様電波ユナラジオ
- 高橋美紀のおんぷの気持ち♪
- みか・美紀のスーチーラジオSTATION

### デジタルコミック
- 「フルーツバスケット」音声入りまんがDVD〜旅立ちの日、再び〜（2012年、倉前美音）- 『花とゆめ』24号応募者全員サービス

### 吹き替え
- Xファイル 第3シーズン第17話「プッシャー」(ホリー) ※ビデオ版

## ディスコグラフィ
断りがない限り媒体はCDである。

### シングル
- 白い国のレーナ（TDKコア）※EPレコードのみ
- うさぎのki・mo・chi（スプラッシュ）
- 聖夜伝説（スプラッシュ）
- 湖の中のtrue / 歌を忘れたカナリヤたち（スプラッシュ）

### アルバム
- ボーイフレンド（ポニーキャニオン）※LPレコード版も存在
- ドレス・アップ（ポニーキャニオン）※LPレコード版も存在
- はじめてのジュエル（キャリーアウト）
- メロディ（スプラッシュ）
- Twinkle Memories -THE FIRST COLLECTION-（スプラッシュ）
- Twinkle Memories -THE SECOND COLLECTION-（スプラッシュ）
- 暦 - こよみ（スプラッシュ）
- ミレニアム・シリーズ タイムカプセルVol.4 〜「ドキッ」をありがとう〜 （2000年8月23日）高橋美紀（メルダック）
- Precious Symphony（スプラッシュ）
- Dear pain（スプラッシュ）
- M's Drops（スプラッシュ）
- トップ・オブ・ザ・ワールド（ミュージック・フェアー vol.1）"Sing"と"We've Only Just Begun"を担当
- やっぱり零さんが好き♥（スプラッシュ）